# Ceuthophilus papago
Ceuthophilus papago är en insektsart som beskrevs av Theodore Huntington Hubbell 1936. Ceuthophilus papago ingår i släktet Ceuthophilus och familjen grottvårtbitare. Inga underarter finns listade i Catalogue of Life.